# عشق فیلم
عشق فیلم عنوان سومین فیلم سینمایی ابراهیم وحیدزاده محصول سال ۱۳۸۱ است.

## داستان فیلم
آقای مقدم، کارگردان سینما، روزی به یکی از بیمارستان‌های روانی مراجعه می‌کند و از مسئولین بیمارستان می‌خواهد که بیماری اسکیزوفرنیک را بستری نمایند…

## جوایز
- تندیس زرین بهترین فیلمنامه (ابراهیم وحیدزاده) از دوره یازدهم جشنواره بین‌المللی فیلم پیونگ یانگ
- تندیس سیمین بهترین تهیه‌کنندگی (امیر بدیع) از دوره یازدهم جشنواره بین‌المللی فیلم پیونگ یانگ
- کاندیدای بهترین بازیگر نقش دوم مرد (سیروس ابراهیم‌زاده) از هفتمین دوره جشن خانه سینما
- کاندیدای بهترین کیفیت لابراتواری (مرکز خدمات صنایع فیلمیران) از هفتمین دوره جشن خانه سینما